# جحا

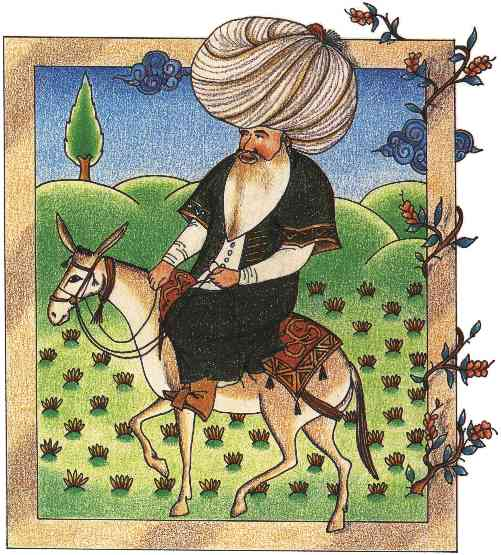
نسخة مصغرة لنصر الدين جحا من القرن 17 وهي حالياً في متحف قصر الباب العالي.

جحا هو شخصية خيالية من التراث الشعبي العربي وفي كثير من الثقافات القديمة، ونسبت إلى شخصيات عديدة عاشت في عصور ومجتمعات مختلفة.
وفي الأدب العربي، نسب جحا إلى أبو الغصن دُجين الفزاري الذي عاصر الدولة الأموية. وهو أقدم شخصيات جحا وإليه تنسب النكات العربية. وفي الأدب التركي، نسبت قصص جحا من إسطنبول إلى الشيخ نصر الدين خوجه  الرومي الذي عاش في قونية معاصرا الحكم المغولي لبلاد الأناضول ومعظم القصص المعروفة في الأدب العالمي تنسب له.
هي شخصية رجل فقير كان يعيش أحداث عصره بطريقة مختلفة ويتماشى مع تلك الأحداث الشبه حقيقية؛ فهو كان يتصرف بذكاء كوميدي ساخر فانتشرت قصصه ومواقفه التي كان يتعامل معها في حياته اليومية، وكانت تنتقل قصصه من شخص إلى آخر مما نتج عنه تأليف الكثير من الأحداث الخيالية حوله، فكل شخص كان يروي قصصه بطريقته الخاصة ومنهم حتى من نسب أعماله لنفسه أو لشخص آخر أو لشخص خيالي.

## انتشار قصصه
كل الشعوب وكل الأمم صمّمت لها (جحا) خاصاً بها بما يتلاءم مع طبيعة تلك الأمة وظروف الحياة الاجتماعية فيها. ومع أن الأسماء تختلف وشكل الحكايات ربما يختلف أيضاً، ولكن شخصية (جحا) الذكي البارع الذي يدعي الحماقة وحماره لم تتغيّر وهكذا تجد شخصية نصر الدين خوجه في تركيا، وملا نصر الدين في إيران. ومن الشخصيات التي شابهت جحا بالشخصية إلا أنها لم تكن به فنذكر غابروفو بلغاريا المحبوب، وأرتين أرمينيا صاحب اللسان السليط، وآرو يوغسلافيا المغفل، وجوخا في إيطاليا ومالطا.
بعودة بسيطة إلى التاريخ، يتبين أن كل هذه الشخصيات في تلك الأمم قد ولدت واشتهرت في القرون المتأخرة، مما يدل أنها كونت شخصياتها بناءً على شخصية دجين العربية الذي سبقهم. إلى درجة أن الطرائف الواردة في كتاب «نوادر جحا» (أي جحا العربي) المذكور في فهرست ابن النديم (377هـ) هي نفسها مستعملة في نوادر الأمم الأخرى ولم يختلف فيها غير أسماء المدن والملوك وتاريخ وقوع الحكاية مما يدل على الأصل العربي لهذه الشخصية.

### جحا العربي
أقدم قصص جحا تعود للقرن الأول الهجري أي القرن السابع الميلادي وتعود لدُجين بن ثابت الفزاري. ولد في العقد السادس من القرن الهجري وعاش في الكوفة. وروى عنه أسلم مولى عمر بن الخطاب، وهشام بن عروة، وعبد الله بن المبارك، وآخرون. قال الشيرازي: "جُحا لقب له، وكان ظريفاً، والذي يقال فيه مكذوب عليه". وقال الحافظ ابن عساكر أنه عاش أكثر من مائة سنه. وذكر أن جُحا هو تابعي، وكانت أمه خادمة لأنس بن مالك، وكان الغالب عليه السماحة، وصفاء السريرة، فلا ينبغي لأحد أن يسخر به. وذكر جحا هذا في كتب الجلال السيوطي، والذهبي، والحافظ ابن الجوزي الذي قال: "... ومنهم (جُحا) ويُكنى أبا الغصن، وقد روي عنه ما يدل على فطنةٍ وذكاء. إلا أن الغالب عليه التَّغفيل، وقد قيل إنَّ بعض من كان يعاديه وضع له حكايات.

### من نوادر جحا العربي
وقال الميداني: "هو رجل من فزارة. وكان يكنى أبا الغصن. فمن حمقه أن عيسى بن موسى الهاشمي مر به وهو يحفر بظهر الكوفة موضعاً فقال له: مالك يا أبا الغصن؟ قال: إني قد دفنت في هذه الصحراء دراهم ولست أهتدي إلى مكانها. فقال عيسى: كان يجب أن تجعل عليها علامة. قال: قد فعلت. قال ماذا؟ قال: سحابة في السماء كانت تظلها ولست أرى العلامة. ومن حمقه أيضاً أنه خرج من منزله يوماً فعثر في دهليز منزله على قتيل فضجر به، وجره إلى بئر منزله فألقاه فيها، فنذر به أبوه فأخرجه وغيبه وخنق كبشاً حتى قتله وألقاه في البئر. ثم إن أهل القتيل طافوا في سكك الكوفة يبحثون عنه فتلقاهم جحا فقال: في دارنا رجل مقتول فانظروا أهو صاحبكم. فعدلوا إلى منزله، وأنزلوه في البئر؛ فلما رأى الكبش ناداهم وقال: يا هؤلاء، هل كان لصاحبكم قرن؟ فضحكوا ومروا. ومن حمقه أن أبا مسلم صاحب الدولة لما ورد الكوفة قال لمن حوله: أيكم يعرف جحا فيدعوه إلي؟ فقال يقطين: أنا، ودعاه، فلما دخل لم يكن في المجلس غير أبي مسلم ويقطين فقال: يا يقطين، أيكما أبو مسلم؟.

### شخصيات عربية بلهاء
ومن الشخصيات العربية التي اشتهرت بحماقاتها: هبنقة بن ثروان وأبي غبشان الخزاعي، وعبد الله شيخ مهو، وربيعة البكّاء، وعجل بن لجيم، وحمزة بن بيض، وأبي أسيد، ومزبّد، وجامع الصيدلاني، وأزهر الحمار، وابن الجصاص.

## نوادر جحا
مَنْ يعلمُ يُعْلِمُ مَنْ لا يَعْلم: جلس الشيخ نصر الدين يوماً على منصة الوعظ في أحد جوامع ((آق شهر))، وقال: أيها المؤمنون، هل تعلمون ما سأقوله لكم؟فأجابه السامعون: كلا، لا ندري. قال: إذا كنتم لا تعلمون، فما الفائدة من التكلم، ثم نزل. وعاد في يوم آخر فألقى عليهم نفس السؤال، فأجابوه، هذه المرة: أجل إنا نعلم. فقال: ما دمتم تعلمون ما سأقوله فما الفائدة من الكلام؟ فحار الحاضرون في أمرهم واتفقوا فيما بينهم، على أن تكون الإجابة في المرة القادمة متناقضة، قسم يجيب: لا، وقسم يجيب: نعم، ولما أتاهم المرة الثالثة، وألقى عليهم سؤاله الأول، اختلفت أصواتهم بين: لا ونعم فقال: حسن جداً مَنْ يعلمُ يُعْلِمُ مَنْ لا يَعْلم.
الحمير: كان جحا راكباً حماره حينما مر ببعض القوم وأراد أحدهم أن يمزح معه فقال له: يا جحا لقد عرفت حمارك ولم أعرفك. فقال جحا: هذا طبيعي لأن الحمير تعرف بعضها.
حمام فوق المئذنة: دخل الحمام يوماً وكان السكون فيه سائداً فأنشأ يتغنى فأعجبه صوته فحدثته نفسه بأنه لا يجوز أن يبخل بنعمة صوته البديع على إخوانه المسلمين. مما أسرع ما خرج من الحمام قاصداً الجامع حيث صعد إلى المئذنة وبدأ ينشد بعض التسابيح في ساعة أذان الظهر، فاستغرب الموجودون في المسجد من هذا الأمر، وكان صوته خشناً مزعجاً فناداه أحدهم قائلاً: «ويحك يا أحمق! مالك تزعج الناس بهذا الإنشاد بصوتك المزعج وفي مثل هذه الساعة؟» فأجابه من أعلى المئذنة: يا أخي لو أن محسناً يتبرع لي ببناء حمام فوق هذه المئذنة لأسمعتك من حسن صوتي ما ينسيك تغريد البلابل!
هاتها تسعة ولا تزعل: رأى في منامه أن شخصاً أعطاه تسعة دراهم بدلاً من عشرة كان يطلبها منه فاختلفا، ولما احتدم بينهما الجدال انتبه من نومه مذعوراً، فلم ير في يده شيئاً، فتكدر ولام نفسه على طمعها، ولكنه عاد فاستلقى في الفراش وأنزل تحت اللحاف ومد يده إلى خصمه الموهوم قائلا: هاتها تسعة ولا تزعل!
الرأس: توجه جحا مع أحد أصحابه إلى الصيد فرأيا ذئباً وطمعا في فروته، فركضا وراءه إلى أن دخل في جحر، فأدخل الرجل رأسه كي يعرف مكان وجوده ويمسكه، فقطع الذئب رأسه، وجحا واقف بجانبه أكثر من ساعة، رأى أن رفيقه لا يطلع، فسحبه إلى الخارج وشاهده من دون رأس فافتكر في نفسه هل كان معه رأس أم لا؟ فعاد إلى البلد وسأل زوجة صديقه: أن اليوم حين خروج زوجك معي هل كان رأسه معه أم لا.
نواة البلح: رأته امرأته يأكل تمراً ولا يخرج نواه، فقالت: ماذا تصنع كأني بك تأكل التمر بنواه؟؟! فقال لها: طبعا آكله بنواه لأن البائع وزنه مع النواة، ولو أخرج نواه لما باعه بسبع بارات، أما وقد اعطيته الثمن دراهم بيضا، فهل أرمي في الزقاق شيئا اشتريته بدراهمي؟؟؟!
الحصان والثور: دعاه تيمورلنك لركوب دابته والدخول في ميدان السباق ولعب الجريد، فذهب إلى الإسطبل وركب ثوراً هرماً وجاء به، فلما رآه الناس ضحكوا وضجوا فسأله تيمورلنك: كيف تدخل ميدان السباق بهذا الثور؟؟! فأجابه جحا: إنني جربت هذا الثور منذ عشر سنوات، فكان يسابق الطير في ركضه، فكيف يكون الآن؟؟!
الحمار المخللاتي:
أخذ جحا يبيع مخللاً، وقد ابتاع أدوات المخلل مع حمار المخللاتي، فكان الحمار يعرف البيوت التي تشتري منه، وكلما نادى الشيخ : مخلل......مخلل. كان الحمار ينهق في تلك الأزقة المزدحمة ويغطي بنهيقه صوت جحا، فغضب منه. وذات يوم وصل إلى محلٍ مزدحم، وأخذ الشيخ ينادي: مخلل مخلل، فسبقه الحمار إلى النهيق. فألقى جحا له المقود على عاتقه وحملق بعينيه، وقال: أنظر يا هذا أأنت تبيع المخلل أم أنا؟؟
طول الأرض: قالوا لجحا يوماً: أنت عالم، فنرجوا أن تحل لنا هذا السؤال؟؟ قال: وما هو؟ قالوا: الدنيا كم ذراع؟ وإذا بجنازة مارة، فأشار جحا إلى التابوت وقال: هذا السؤال يرد عليه هذا الميت، فاسألوه لأنه ذرع الأرض وسار.
مذهب: سأل جحا أحد جماعة تيمورلنك: ما مذهبك؟ فأجابه الرجل بعد أن وضع يده على صدره متواضعاً متذللاً: الأمين تيمور كوركان
فقال أحد الحاضرين: اساله يا سيدي من نبيه؟ فقال جحا: لماذا أساله، فإذا كان إمامه المعتقد تيمور الأعرج، فبالطبع يكون نبيه جنكيز السفاك.
سجود: سافر جحا إلى إحدى المدن ونزل في أحد خاناتها ففي اليوم التالي قال لقيم الخان: يا أخي إني اسمع طول الليل قرقعة في سقف الغرفة التي نمت فيها فياليتك تأتي بنجار ماهر ويكشف على أخشابها ليرى ما فيها. فقال له القيم: يا سيدي هذا البناء قوي لا يتهدم، وليس ما تسمعه إلا تسبيحاً بحمد الله الذي يسبح بحمده كل ما في الوجود. فأجابه جحا قائلا: ً صدقت وإنما خوفي العظيم من تسبيحه وتهليله لأني أخاف أن تدركه رقة فيسجد سجدة طويلةً على غير انتظار.
ضاع الحمار بمفرده: ضاع حماره فأخذ يفتش عنه ويحمد الله شاكراً، فسألوه: لماذا تشكر الله، فقال: أشكره لأني لم أكن راكباً على الحمار ولو كنت راكباً عليه لضعت معه.
الخرج: كان جحا ضيفاً في إحدى القرى فضاع خُرجه، فقال لأهل القرية: إما أن تجدوه لي وإلا فإنني أعرف ماذا أصنع. وكان الفلاحون يعرفون أن جحا من أعيان البلدة، حاروا في أمرهم وصاروا يفتشون له عنه حتى وجدوه وردوه له، فتقدم أحدهم إليه وقال له: ماذا كنت تصنع؟ فأجابه: عندي بساط قديم كنت سأجعله خُرجا.
الخجل: شعر جحا بوجود لص في داره ليلاً، فقام إلى الخزانة واختبأ بها، وبحث اللص عن شيء يسرقه فلم يجد فرأى الخزانة فقال: لعل فيها شيئاً. ففتحها وإذا بجحا فيها، فاختلج اللص ولكنه تشجع وقال: ماذا تفعل هنا أيها الشيخ؟ فقال جحا: لا تؤاخذني فإني عارف بأنك لا تجد ما تسرقه ولذلك اختبأت خجلا منك.
اللباس الطائر: كان قميصه منشوراً على الحبل، فهبت الريح وقذفته إلى الأرض فقال لنفسه: يلزمنا أن نذبح فديةً وقرباناً. فسألته زوجته: ولماذا؟؟! فقال: العياذ بالله لو كنت ألبسه لتحطمت.
لقب تيمورلنك: سأله تيمورلنك يوماً قائلاً: تعلم يا جحا أن خلفاء بني العباس كان لكل منهم لقب اختص به، فمنهم الموفق بالله والمتوكل على الله والمعتصم بالله وما شابه، فلو كنت أنا منهم فماذا يجب أن أختار من الألقاب؟؟ فأجابه على الفور: يا صاحب السمو لا شك بأنك كنت ستدعى بلقب نعوذ بالله.
اللغط والغلط: ترافق قاض وتاجر في الطريق مع جحا، فقال القاضي لجحا: من كثر لغطه كثر غلطه فهل غلطت يوماً وأنت تعظ؟ فقال جحا ببداهة: نعم صادفت مرة أن خرج مني قاض في الجنة بل قاضيان في النار، ومرة أخطأت فقلت أن التاجر بدل الفاجر لفي جحيم فأخجل الإثنين.
سباق مع الصوت: كان جحا يوماً يؤذن ويذهب مسرعاً، فسألوه عن السبب فقال: أريد أن أعرف إلى أين يصل صوتي.
الحمار المتعلم: دعا والي الكوفة يوماً جحا إلى مجلسه، وعندما جاء جحا إلى الوالي دخل ومعه حماره، فقال له الوالي، لقد دعوتك أنت يا جحا فقط فما دون حمارك.. فنظر جحا إلى الوالي وقال له، هذا ما جاء بي إليك، ففهم الوالي وقال له: يا جحا أني أطلب منك أن تصنع لي أمراً أعطيك عليه أجراً، فقال جحا أستطيع أن أعلم هذا الحمار القراءة والكتابة خلال عشر سنوات، فرد الوالي: عشر سنوات، فقال جحا مؤكداً: نعم أيها الوالي إن تأذن لي، فأعطاه الوالي أجراً مسبقا على ذلك لغرابة الأمر لديه.. وعندما هم جحا بالخروج هو وحماره اقترب منه أحد الحاشية عند الملك، وقال له: ويحك يا جحا أتسخر من الوالي، فقد يعاقبك أن لم تف بما قلت، فرد عليه جحا: ويحك أنت، لقد قلت له عشرة سنوات، وهذا يعني خلال هذه المدة، قد يموت الوالي أو يموت جحا أو يموت حماري.

## مرجع أساس
- كتاب أخبار جحا، دراسة وتحقيق: عبد الستار أحمد فراج، مكتبة مصر، القاهرة، 1966.

## كتب ودراسات عنه
- جحا العربي، محمد رجب النجار، سلسلة عالم المعرفة، الكويت، 1979م.